# Olympische Sommerspiele 1988/Teilnehmer (Niederlande)
| Gelbes Symbol für Goldmedaillen mit stilisierten Olympischen Ringen | Graues Symbol für Silbermedaillen mit stilisierten Olympischen Ringen | Braundes Symbol für Bronzemedaillen mit stilisierten Olympischen Ringen |
| ------------------------------------------------------------------- | --------------------------------------------------------------------- | ----------------------------------------------------------------------- |
| 2                                                                   | 2                                                                     | 5                                                                       |

Die Niederlande nahmen an den Olympischen Sommerspielen 1988 in Seoul, Südkorea, mit einer Delegation von 147 Sportlern – 93 Männer und 54 Damen – teil.
Fahnenträger bei der Eröffnungsfeier war der Sportschütze Eric Swinkels.

## Medaillengewinner

### Gold
| Name(n)                      | Sportart | Wettkampf            |
| ---------------------------- | -------- | -------------------- |
| Monique Knol                 | Radsport | Damen, Straßenrennen |
| Nico Rienks & Ronald Florijn | Rudern   | Herren, Doppelzweier |

### Silber
| Name(n)                                                         | Sportart  | Wettkampf                     |
| --------------------------------------------------------------- | --------- | ----------------------------- |
| Leo Peelen                                                      | Radsport  | Herren, Punkterennen          |
| Conny van Bentum, Karin Brienesse, Marianne Muis & Mildred Muis | Schwimmen | Damen, 4 × 100 Meter Freistil |

### Bronze
| Name(n) | Sportart | Wettkampf                      |
| --- | -------- | ------------------------------ |
| Arnold Vanderlyde | Boxen    | Herren, Schwergewicht          |
| Marc Benninga, Cees Jan Diepeveen, Patrick Faber, René Klaassen, Hendrik Jan Kooijman, Taco van den Honert, Hidde Kruize, Frank Leistra, Erik Parlevliet, Gert Jan Schlatmann, Tim Steens, Floris Jan Bovelander, Jacques Brinkman, Marc Delissen, Maurits Crucq & Ronald Jansen        | Hockey   | Herrenwettbewerb               |
| Willemien Aardenburg, Helen van der Ben, Yvonne Buter, Annemieke Fokke, Noor Holsboer, Lisanne Lejeune, Ingrid Wolff, Carina Benninga, Marjolein Eijsvogel, Det de Beus, Anneloes Nieuwenhuizen, Martine Ohr, Marieke van Doorn, Aletta van Manen, Sophie von Weiler & Laurien Willemse | Hockey   | Damenwettbewerb                |
| Ben Spijkers | Judo     | Herren, Mittelgewicht          |
| Annemarie Cox & Annemiek Derckx | Kanu     | Damen, Kayak-Zweier, 500 Meter |

## Teilnehmer nach Sportarten

### Bogenschießen
- Tiny Reniers
Herren, Einzel: 5. Platz

- Anita Smits
Damen, Einzel: 43. Platz

- Jacqueline van Rozendaal
Damen, Einzel: 23. Platz

### Boxen
- Regilio Tuur
Federgewicht: 5. Platz (Viertelfinale)

- Arnold Vanderlyde
Schwergewicht: Bronze

### Fechten
- Paul Besselink
Herren, Degen, Mannschaft: 14. Platz

- Michiel Driessen
Herren, Degen, Einzel: 72. Platz
Herren, Degen, Mannschaft: 14. Platz

- Stéphane Ganeff
Herren, Degen, Einzel: 16. Platz
Herren, Degen, Mannschaft: 14. Platz

- Arwin Kardolus
Herren, Degen, Einzel: 27. Platz
Herren, Degen, Mannschaft: 14. Platz

- Olaf Kardolus
Herren, Degen, Mannschaft: 14. Platz

### Hockey
- Herrenteam
Bronze

- Kader
Marc Benninga
Floris Jan Bovelander
Jacques Brinkman
Maurits Crucq
Marc Delissen
Cees Jan Diepeveen
Patrick Faber
Taco van den Honert
Ronald Jansen
René Klaassen
Hendrik Jan Kooijman
Hidde Kruize
Frank Leistra
Erik Parlevliet
Gert Jan Schlatmann
Tim Steens

- Damenteam
Bronze

- Kader
Willemien Aardenburg
Carina Benninga
Det de Beus
Marjolein Bolhuis-Eijsvogel
Yvonne Buter
Marieke van Doorn
Annemieke Fokke
Noor Holsboer
Lisanne Lejeune
Helen Lejeune-van der Ben
Aletta van Manen
Anneloes Nieuwenhuizen
Martine Ohr
Sophie von Weiler
Laurien Willemse
Ingrid Wolff

### Judo
- Guno Berenstein
Herren, Superleichtgewicht: 14. Platz

- Theo Meijer
Herren, Halbschwergewicht: 10. Platz

- Ben Spijkers
Herren, Mittelgewicht: Bronze

### Kanu
- Annemarie Cox & Annemiek Derckx
Damen, Zweier-Kajak, 500 m: Bronze

### Leichtathletik
- Carla Beurskens
Damen, Marathon: 34. Platz

- Erik de Bruin
Herren, Diskuswurf: 9. Platz

- Yvonne van Dorp
Damen, 400 Meter: Vorläufe

- Rob Druppers
Herren, 800 Meter: Vorläufe

- Nelli Cooman
Damen, 100 Meter: Halbfinale
Damen, 4 × 100 Meter Staffel: Halbfinale

- Robin van Helden
Herren, 800 Meter: Vorläufe

- Tineke Hidding
Damen, Siebenkampf: DNF

- Elly van Hulst
Damen, 1500 Meter: Vorläufe
Damen, 3000 Meter: 9. Platz

- Marti ten Kate
Herren, 10.000 Meter: 9. Platz
Herren, Marathon: 15. Platz

- Hans Koeleman
Herren, 3000 Meter Hindernis: Halbfinale

- Han Kulker
Herren, 1500 Meter: 6. Platz

- Emiel Mellaard
Herren, Weitsprung: 11. Platz

- Gerard Nijboer
Herren, Marathon: 13. Platz

- Marjan Olyslager
Damen, 100 Meter Hürden: Halbfinale
Damen, 4 × 100 Meter Staffel: Halbfinale

- Gretha Tromp
Damen, 100 Meter: Vorläufe
Damen, 400 Meter: Halbfinale
Damen, 4 × 100 Meter Staffel: Halbfinale

- Els Vader
Damen, 100 Meter: Vorläufe
Damen, 4 × 100 Meter Staffel: Halbfinale

- Robert de Wit
Herren, Zehnkampf: 8. Platz

- Marjon Wijnsma
Damen, Weitsprung: 15. Platz in der Qualifikation
Damen, Siebenkampf: 11. Platz

### Radsport
- Mario van Baarle, Marcel Beumer, Erik Cent & Leo Peelen
Herren, 4000 Meter Mannschaftsverfolgung: 12. Platz in der Qualifikation

- Maarten den Bakker, Tom Cordes, Gerrit de Vries & Michel Zanoli
Herren, Mannschaftszeitfahren: 11. Platz

- Erik Cent
Herren, 4000 Meter Einzelverfolgung: ausgeschieden

- Tom Cordes
Herren, Straßenrennen, Einzel: 42. Platz

- Thierry Détant
Herren, 1000 Meter Zeitfahren: 18. Platz

- Heleen Hage
Damen, Straßenrennen, Einzel: 19. Platz

- Rob Harmeling
Herren, Straßenrennen, Einzel: 38. Platz

- Monique Knol
Damen, Straßenrennen, Einzel: Gold

- Leo Peelen
Herren, Punkterennen: Silber

- Cora Westland
Damen, Straßenrennen, Einzel: 46. Platz

- Michel Zanoli
Herren, Straßenrennen, Einzel: 15. Platz

### Reiten
- Tineke Bartels
Dressur, Einzel: 21. Platz
Dressur, Mannschaft: 5. Platz

- Ellen Bontje
Dressur, Einzel: 15. Platz
Dressur, Mannschaft: 5. Platz

- Rob Ehrens
Springreiten, Einzel: 16. Platz
Springreiten, Mannschaft: 5. Platz

- Anky van Grunsven
Dressur, Einzel: 36. Platz
Dressur, Mannschaft: 5. Platz

- Jos Lansink
Springreiten, Einzel: 7. Platz
Springreiten, Mannschaft: 5. Platz

- Annemarie Sanders-Keijzer
Dressur, Einzel: 19. Platz
Dressur, Mannschaft: 5. Platz

- Wout-Jan van der Schans
Springreiten, Einzel: 41. Platz in der Qualifikation
Springreiten, Mannschaft: 5. Platz

- Jan Tops
Springreiten, Einzel: 7. Platz
Springreiten, Mannschaft: 5. Platz

### Rudern
- Robert Bakker, Herman van den Eerenbeemt, Hans Keldermann & Jürgen Nelis
Herren, Doppelvierer: 8. Platz

- Jos Compaan, Marjan Pentenga, Nicolette Wessel & Marijke Zeekant
Damen, Doppelvierer: 7. Platz

- Harriet van Ettekoven
Damen, Einer: 4. Platz

- Ronald Florijn & Nico Rienks
Herren, Doppelzweier: Gold

- Johan Leutscher, Ralph Schwarz, Sven Schwarz & Tjark de Vries
Herren, Vierer ohne Steuermann: 9. Platz

- Henk-Jan Zwolle
Herren, Einer: 12. Platz

### Schießen
- Jack van Bekhoven
Herren, Luftgewehr: 38. Platz

- Hennie Dompeling
Offene Klassen, Skeet: 13. Platz

- Bean van Limbeek
Offene Klassen, Trap: 5. Platz

- Anne Grethe Stormorken
Damen, Luftgewehr: 22. Platz

- Eric Swinkels
Offene Klassen, Skeet: 9. Platz

### Schwimmen
- Conny van Bentum
Damen, 100 Meter Freistil: 8. Platz
Damen, 4 × 100 Meter Freistil: Silber 
Damen, 100 Meter Schmetterling: 6. Platz
Damen, 200 Meter Schmetterling: 8. Platz
Damen, 4 × 100 Meter Lagen: 5. Platz

- Karin Brienesse
Damen, 50 Meter Freistil: 15. Platz
Damen, 100 Meter Freistil: 6. Platz
Damen, 200 Meter Freistil: 22. Platz
Damen, 4 × 100 Meter Freistil: Silber 
Damen, 4 × 100 Meter Lagen: 5. Platz

- Ron Dekker
Herren, 4 × 100 Meter Freistil: 11. Platz
Herren, 100 Meter Brust: 10. Platz
Herren, 200 Meter Brust: 25. Platz
Herren, 4 × 100 Meter Lagen: 7. Platz

- Frank Drost
Herren, 4 × 100 Meter Freistil: 11. Platz
Herren, 100 Meter Schmetterling: 19. Platz
Herren, 200 Meter Schmetterling: 14. Platz
Herren, 4 × 100 Meter Lagen: 7. Platz

- Patrick Dybiona
Herren, 100 Meter Freistil: 30. Platz
Herren, 200 Meter Freistil: 24. Platz
Herren, 4 × 100 Meter Freistil: 11. Platz
Herren, 4 × 100 Meter Lagen: 7. Platz

- Hans Kroes
Herren, 50 Meter Freistil: 20. Platz
Herren, 100 Meter Freistil: 29. Platz
Herren, 4 × 100 Meter Freistil: 11. Platz
Herren, 4 × 100 Meter Lagen: 7. Platz

- Linda Moes
Damen, 100 Meter Brust: 17. Platz
Damen, 200 Meter Brust: 11. Platz
Damen, 4 × 100 Meter Lagen: 5. Platz

- Marianne Muis
Damen, 4 × 100 Meter Freistil: Silber 
Damen, 200 Meter Lagen: 5. Platz
Damen, 400 Meter Lagen: 20. Platz

- Mildred Muis
Damen, 4 × 100 Meter Freistil: Silber 
Damen, 200 Meter Lagen: 9. Platz
Damen, 400 Meter Lagen: 21. Platz

- Diana van der Plaats
Damen, 50 Meter Freistil: 16. Platz
Damen, 200 Meter Freistil: 17. Platz
Damen, 4 × 100 Meter Freistil: Silber

- Jolanda de Rover
Damen, 100 Meter Rücken: 14. Platz
Damen, 200 Meter Rücken: 7. Platz
Damen, 4 × 100 Meter Lagen: 5. Platz

### Segeln
- Steven Bakker & Kobus Vandenberg
Star: 9. Platz

- Cees van Bladel & Willy van Bladel
Tornado: 9. Platz

- Marion Bultman & Henny Vegter
Damen, 470er: 13. Platz

- Mark Drontmann & Robert Drontmann
Herren, 470er: 9. Platz

- Roy Heiner
Finn-Dinghy: 7. Platz

- Henry Koning & Hans Schelling
Flying Durchman: 15. Platz

- Bart Verschoor
Herren, Windsurfen: 4. Platz

### Tennis
- Michiel Schapers
Herren, Einzel: 5. Platz (Viertelfinale)

### Tischtennis
- Mirjam Hooman-Kloppenburg
Damen, Einzel: 17. Platz
Damen, Doppel: 7. Platz

- Bettine Vriesekoop
Damen, Einzel: 7. Platz
Damen, Doppel: 7. Platz

### Volleyball
- Herrenteam
5. Platz

- Kader
Edwin Benne
Peter Blangé
Ron Boudrie
Marco Brouwers
Teun Buijs
Rob Grabert
Pieter Jan Leeuwerink
Jan Posthuma
Avital Selinger
Martin Teffer
Ronald Zoodsma
Ronald Zwerver

### Wasserspringen
- Daphne Jongejans
Damen, Kunstspringen: 8. Platz

- Edwin Jongejans
Herren, Kunstspringen: 8. Platz